# Maaike Verweij
Maaike Verweij (Veenhuizen, januari 2001) is een langebaanschaatsster, marathonschaatsster en skeeleraar en uit Nederland. Ze rijdt voor Team Albert Heijn Zaanlander, gecoacht door Jillert Anema.
Bij het marathonschaatsen rijdt Verweij met beennummer 51.
In 2018 werd Verweij nationaal kampioene bij de junioren op de marathon.
In oktober 2021 startte Verweij op de NK afstanden 2022 op het onderdeel massastart. Hier won ze de eerste tussensprint. Op 14 december 2022 won Verweij de eerste natuurijswedstrijd van het jaar in Burgum.

## Persoonlijke records[6]
| Afstand    | Tijd    | Datum            | Baan       |
| ---------- | ------- | ---------------- | ---------- |
| 500 meter  | 42,44   | 10 december 2017 | Heerenveen |
| 1000 meter | 1.23,46 | 19 november 2017 | Heerenveen |
| 1500 meter | 2.01,89 | 21 oktober 2022  | Heerenveen |
| 3000 meter | 4.08,14 | 29 oktober 2022  | Heerenveen |
| 5000 meter | 7.09,36 | 30 oktober 2022  | Heerenveen |

## Resultaten
| Jaar | NK Afstanden                      |
| ---- | --------------------------------- |
| 2022 | 8e massastart                     |
| 2023 | 10e 3000m 5e 5000m 10e massastart |
|      |                                   |
| 2025 | DQ 3000m 10e massastart           |

## Persoonlijk
Verweij studeert International Business aan de NHL Stenden.
Team Albert Heijn Zaanlander
Jorrit Bergsma · Tjerk de Boer · Merel Conijn · Elisa Dul · Daan Gelling · Marijke Groenewoud · Jordy Harink · Sjoerd den Hertog · Kevin van der Horst · Bente Kerkhoff · Irene Schouten · Wisse Slendebroek · Jordan Stolz · Maaike Verweij ·  Melissa Wijfje
Coach: Jillert Anema · Arjan Samplonius